# Tetraponera punctulata
Tetraponera punctulata é uma espécie de formiga do gênero Tetraponera, pertencente à subfamília Pseudomyrmecinae.